# Ejército del Norte (bando sublevado)
El Ejército del Norte  corresponde a una unidad militar que agrupaba parte de las tropas del bando sublevado durante la guerra civil española. Fue creado el 10 de agosto de 1936, destinado a guarnecer el Frente Norte. Su primer jefe fue el general de brigada de Infantería Emilio Mola Vidal, situando su cuartel general  en la ciudad de Zaragoza. Fue disuelto tras la campaña de Cataluña.

## Historial de operaciones

### Orígenes
Tras el fracaso del Golpe de Estado de julio de 1936 se hace patente la evidencia de un largo conflicto. A falta efecto, el 17 de agosto se crea un Ejército del Norte en el que estuvieran agrupadas todas las fuerzas militares que se habían sublevado exitosamente en Galicia, Castilla la Vieja, León, Navarra, Álava y Aragón. El General Emilio Mola Vidal, el Director de la Conspiración golpista, fue nombrado comandante en Jefe tanto del nuevo Ejército como de toda la Zona norte sublevada. Más adelante, Mola también quedó responsable de todos lo frentes de las antiguas Divisiones orgánicas V, VI, VII, VIII, de una nueva División que se creaba en Soria y del Ejército expedicionario de Marruecos.

## Estructura

### Orden de batalla
| Unidad                            | Creación                | Mando                                            |
| --------------------------------- | ----------------------- | ------------------------------------------------ |
| Cuerpo de Ejército Marroquí       | 11 de noviembre de 1937 | general de brigada Juan Yagüe Blanco             |
| Cuerpo de Ejército de Aragón      | 24 de octubre de 1937   | general de brigada José Moscardó Ituarte         |
| Cuerpo de Ejército de Navarra     | 24 de octubre de 1937   | general de brigada José Solchaga Zala            |
| Cuerpo de Ejército de Urgel       | 28 de noviembre de 1938 | general de brigada Agustín Muñoz Grandes         |
| Cuerpo de Ejército del Maestrazgo | 25 de agosto de 1938    | general de brigada Rafael García-Valiño y Marcén |
| Corpo Truppe Volontarie           | 1936                    | generales Mario Berti, Gastone Gambara           |

### Mandos
- Comandante en jefe: general de brigada de Infantería Emilio Mola Vidal.[1] Tras su fallecimiento el 3 de junio de 1937, fue sustituido por Fidel Dávila Arrondo hasta el final de la contienda.
- Jefe de Estado Mayor: general de brigada del Arma de Ingenieros Juan Vigón y Suero-Díaz.
- Comandante Principal de Artillería:
- Comandante Principal del Arma de Ingenieros:

### Pie de página
1. 1 2  Boletín Oficial de la Junta de Defensa Nacional de España núm. 7, del 17 de agosto de 1936
2. ↑  Ramón Salas Larrazábal "Historia General de la Guerra de España", junto con su hermano Jesús, 1ª edición Rialp 1986, 2ª edición Quirón Ediciones 2006, ISBN 978-84-9601-683-5 Página 107
3. ↑  Las milicias nacionales en la guerra de España - Rafael Casas de la Vega - Google Libros:
4. ↑  Los combatientes carlistas en la Guerra Civil española (1936-1939):Las fuentes manejadas para la realización de esta obra no son exclusivamente archivos militares, como el Archivo de la Guerra de Liberación, del Servicio histórico militar de Madrid o el Archivo de la Milicia Nacional, sino también el Archivo General de Navarra o los pertenecientes a la familia Fal Conde o el conde de Rodezno.

- Datos: Q5820692